# Cancello Magonale
Il cancello magonale delle fonderie Ilva di Follonica è un portale in stile neoclassico, interamente in ghisa, che permette l'ingresso all'area delle fonderie dismesse della città di Follonica.

## Storia
Il cancello venne fatto realizzare in ghisa dal granduca Leopoldo II di Toscana, che dette mandato ad Alessandro Manetti, figura centrale nelle bonifiche maremmane, e al genero Carlo Reishammer di progettare due elementi chiave della città: la chiesa di San Leopoldo, con pronao e altare in ghisa e il cancello magonale, che chiude il perimetro della fabbrica.
La decisione di far edificare il cancello risale al febbraio 1831, quando il granduca ordinò la costruzione di un recinto, o "perimetro magonale", al fine di separare la fabbrica dalla restante parte della città «come ogni ben regolata Amministrazione si costuma fare». Il 1845 fu l'anno in cui fu definitivamente completata la perimetrazione dello stabilimento, con l'inserimento del guardiatico (i due casotti laterali al cancello).

## Descrizione
Il cancello nasce quindi da un'esigenza pratica (chiudere il recinto magonale creando un solo punto d'accesso) e dalla volontà di rappresentare quello che nella fabbrica si produceva (la ghisa), esempio di bella manifattura, una sorta di manifesto campionario delle potenzialità della fonderia. Doveva essere quindi classico ma non scontato, innovatore ma non sfrontato. Stilisticamente eclettico, alla classicistica tipologia dell'arco di trionfo unisce un forte richiamo cinquecentesco nella forma serliana. La decorazione è costituita da lance, dentelli, corone di bacche e foglie d'alloro e da classici elementi scultorei come delfini e cornocopie, o come l'elemento finale a fiamma (lo stemma originale è stato sostituito da quello sabaudo).